# セリム・タタログル
セリム・タタログル（Selim Tataroğlu 1972年4月24日- ）は、トルコの柔道選手。チェチェン出身。階級は100kg超級。身長190cm。体重150kg。

## 人物
シドニーオリンピック66kg級で金メダルを獲得したヒュセイン・オズカンと同じチェチェン出身で、当初はゼリムハン・マゴメドフ(チェチェン語: Зелимха́н Магома́дов)と名乗っていたが、オズカンとともにトルコに帰化して現在の姓名となった。1995年の世界選手権95kg超級では、3位決定戦で小川直也に足車で敗れて5位となった。1996年のアトランタオリンピックでは初戦で敗れた。1997年の世界選手権では、3位決定戦でロシアのタメルラン・トメノフに大腰で敗れて再び5位に終わった。また、1997年から1998年にかけては、トルコのナショナルチームにコーチとして出向いていた山田利彦(現・了徳寺学園柔道部監督)の指導を受けていた。1999年の世界選手権では、100kg超級の準々決勝で篠原信一に反則負けとなるが3位になった。無差別では決勝まで進むも、篠原に内股で敗れて2位だった。翌年のシドニーオリンピックでは5位に終わった。2001年の世界選手権では、決勝でロシアのアレクサンドル・ミハイリンに反則負けを喫して2位に終わった。2004年のアテネオリンピックでは7位に終わり、結果としてオリンピックではメダルを獲得できなかった。

## 主な戦績
(階級表記のない大会は全て95kg超級及び100kg超級での成績)
- 1992年 - ヨーロッパジュニア　優勝
- 1994年 - ロシア国際　3位
- 1993年 - ブルガリア国際　優勝
- 1994年 - ヨーロッパ選手権　3位
- 1995年 - 世界選手権　95kg超級　5位 無差別　3位
- 1996年 - フランス国際　3位
- 1996年 - ドイツ国際　優勝
- 1996年 - ヨーロッパ選手権　95kg超級　3位 無差別　2位
- 1997年 - ヨーロッパ選手権　95kg超級　優勝 無差別　3位
- 1997年 - 地中海競技大会　2位
- 1997年 - 世界選手権　5位
- 1998年 - オーストリア国際　優勝
- 1998年 - ヨーロッパ選手権　100kg超級　3位 無差別　優勝
- 1999年 - ハンガリー国際　2位
- 1999年 - ヨーロッパ選手権　100kg超級　3位 無差別　優勝
- 1999年 - 世界選手権　100kg超級　3位 無差別　2位
- 2000年 - ドイツ国際　3位
- 2000年 - ヨーロッパ選手権　無差別　2位
- 2000年 - シドニーオリンピック　5位
- 2001年 - 世界選手権　2位
- 2003年 - ドイツ国際　2位
- 2003年 - 世界選手権　7位
- 2004年 - ヨーロッパ選手権　優勝
- 2004年 - アテネオリンピック　7位
- 2005年 - 地中海競技大会　優勝